# Phoxinus brachyurus
Phoxinus brachyurus är en fiskart som beskrevs av Berg 1912. Phoxinus brachyurus ingår i släktet Phoxinus och familjen karpfiskar. Inga underarter finns listade i Catalogue of Life.